# Coniophoropsis obscura
Coniophoropsis là một chi nấm thuộc họ Boletaceae. Là một chi đơn loài, nó chứa loài duy nhất Coniophoropsis obscura, có ở Argentina.